# Auf doppelter Spur (Film)
Auf doppelter Spur ist eine Langfolge aus der zwölften Staffel der britischen Fernsehserie Agatha Christie’s Poirot aus dem Jahr 2009 von Charles Palmer. Es handelt sich um die Verfilmung des gleichnamigen Romans von Agatha Christie aus dem Jahr 1963 und wurde in London gedreht.

## Handlung
Die junge Sekretärin Sheila Webb (Jaime Winstone) wird in ein Haus bestellt und findet dort die Leiche eines Mannes, die von insgesamt sechs Uhren umgeben ist. Vier der Uhren sind um 16 Uhr 13 stehengeblieben. Als eine Kuckucksuhr an der Wand die volle Stunde schlägt, erscheint die blinde Besitzerin des Hauses. Sie wundert sich über den Toten und gibt an, nichts von den Uhren zu wissen. Poirot (David Suchet) ist fasziniert von dem seltsamen Fall und beginnt in der Nachbarschaft zu ermitteln.

## Kritiken
David Lewis von Cultbox lobt Suchets Darstellung als Poirot. Die Geschichte würde jedoch sehr langatmig erzählt.

## Belege
1. ↑   Freigabebescheinigung für Auf doppelter Spur. Freiwillige Selbstkontrolle der Filmwirtschaft, Januar 2014 (PDF; Prüfnummer: 142 809 V).
2. ↑  ‘Agatha Christie’s Poirot’: ‘The Clocks’ review